# Giuseppina Berettoni
Giuseppina Berettoni (Roma, 6 agosto 1875 – Roma, 17 gennaio 1927) è stata una mistica italiana, proclamata serva di Dio dalla Chiesa cattolica.

## Biografia
Nata in una famiglia modesta e rimasta orfana di entrambi i genitori ancora minorenne, Giuseppina Berettoni svolse un intenso apostolato laicale in contesti di disagio sociale, in particolare nelle scuole di periferia e negli ospedali romani. Fu poi attiva per alcuni periodi in Argentina, nelle Marche e in Liguria, per poi ristabilirsi infine nella sua città, Roma.
Fu membro dell'Azione Cattolica e delle Figlie di Maria; fu terziaria francescana e domenicana e poi Missionaria della regalità di Cristo.
La sua vita fu segnata da numerose esperienze mistiche. Nel 1909, secondo la tradizione cattolica, fece un'esperienza di bilocazione durante una visita ad un infermo dell'Ospedale di San Giacomo degli Incurabili.
Morì a Roma e fu sepolta al Cimitero del Verano (presso il Pincetto Vecchio). Negli anni Duemila, fu proclamata serva di Dio dalla Chiesa Cattolica.

## Pensiero
Giuseppina fu molto attiva nell'apostolato, rivendicando la capacità della predicazione delle donne, pur non essendo chiamate al sacerdozio.